# Antón Krasovski
Antón Krasovski (en ruso: Антóн Вячеслáвович Красóвский; Podolsk, 18 de julio de 1975) es un periodista y presentador de la televisión rusa. Trabajó en el canal de televisión Kontr TV, afecto al Kremlin, creado por él y Sergei Mináev en diciembre de 2012.

## Vida y carrera
Krasovsky nació el 18 de julio de 1975 en Podolsk y estudió en el Instituto de Literatura Maksim Gorki. En 2011 participó en la campaña presidencial de Mijaíl Prójorov. También trabajó como periodista y editor en la televisión prokremlin NTV. También trabajó en Kommersant, Yandex, Nezavisimaya Gazeta, Vogue y otras publicaciones.
Posteriormente comenzó a trabajar en otro canal de televisión prokremlin, Kontr TV, fundado por él mismo y Sergey Minaev en diciembre de 2012. 
El 25 de enero de 2013, durante una discusión sobre la prohibición de la «propaganda homosexual», Krasovski reveló su homosexualidad, declarando en directo «Soy gay y soy un ser humano, igual que Putin y Medvedev.» (en ruso: «Я гей и такой же человек, как Путин и Медведев.»). La grabación de la declaración no fue subida a Internet y ese mismo 28 de enero Krasovski dimitió o fue despedido de su trabajo en el canal. Su cara pronto fue eliminada de la página web del programa y eliminada de los archivos del programa.
Krasovski declaró posteriormente que salió del armario porque estaba harto de sentirse como un hipócrita. Más tarde se referiría al canal como «propaganda». En mayo, tras el asesinato de Vlad Tornovy, presuntamernte por ser gay, Krasovsky publicó un artículo en The Guardian, denunciando la homofobia en Rusia. Escribió:

How did it come about that today in Russia a good gay person is a dead gay person? How did there come to be a law in the Duma that forbids justifying homosexuality? Until now, the only thing you were forbidden to justify in my country was terrorism.... So as far as the deputies are concerned I am not a human being in the same sense that they are; I am to be classed as scum, like a terrorist. As far as the deputies are concerned I am scum by the fact of my birth, and it was criminal negligence not to have made a note of that in my birth certificate. What seemed like a bad dream only a couple of years ago has now become reality. And it is terrifying to imagine what could happen tomorrow.
¿Cómo hemos llegado al punto en que en Rusia una ersona gay buena es una persona gay muerta? ¿Cómo ha llegado a haber una ley en la Duma que prohibe justificar la homosexualidad? Hasta ahora, la única cosa que estaba prohibido justificar en mi país era el terrorismo. [...] Por lo que respecta a los diputados, yo no soy un ser humano en el mismo sentido que lo son ellos; debo ser clasificado como escoria, como un terrorista. Por lo que respecta a los diputados, soy escoria por el hecho de mi nacimiento y fue negligencia criminal no haber introducido una nota aclarándolo en mi certificado de nacimiento. Lo que parecía un mal sueño hace sólo un par de años se ha convertido en realidad. Y aterroriza imaginarse lo que pueda pasar mañana.

Fue entrevistado sobre sus experiencias en un documental del año 2014, Campaign of Hate: Russia and Gay Propaganda.
En agosto de 2013, Krasovski se posicionó en contra del boicot a los juegos olímpicos de 2014 que proponían algunos activistas LGBT. Afirmó: «Si quieres boicotear los juegos olímpicos en Rusia, estás tratando de boicotear a siete millones de gays en Rusia. Quieres boicotearme a mí.» En 2018 advirtió a los aficionados al fútbol gais que desearan asistir al Mundial de Rusia que tuviesen cuidado, ya que podrían ser agredidos violentamente. La advertencia se convirtió en realidad cuando una pareja de gais fue atacada brutalmente en San Petersburgo.
En julio de 2016, Antón Krasovski, junto con la jefa del departamento de tratamiento externo del Centro Regional de SIDA de Moscú, Elena Orlova-Morozova, establecieron la «Fundación Centro», en apoyo de las personas que viven con VIH. En diciembre de 2017 reveló que era portador del virus VIH desde 2011.
En 2018 se presentó como candidato a la alcaldía de Moscú, aunque enseguida se vio descabalgado cuando no consiguió los avales necesarios: «Sabía que era imposible, pero quería tomar parte en la contienda, demostrárselo a los demás, y mostrármelo a mí mismo también.»
Desde el verano de 2019 colabora en RT con el programa Epidemic con temas relacionados con la investigación sobre COVID-19.

### Invasión de Ucrania desde 2022
Krasovsky fue un destacado partidario y comentarista a favor de la guerra durante la invasión rusa de Ucrania en 2022. Antes de la invasión, en medio de un aumento de la retórica belicosa en los medios estatales rusos, Krasovski se refirió a los ucranianos como «animales», describió a Ucrania como «nuestra tierra rusa» y advirtió que Rusia invadiría si Ucrania estaba cerca de unirse a la OTAN.
Después de los ataques con misiles a Vínnitsa en julio de 2022, que mataron a 23 personas, incluidos 3 niños, Krasovski dijo que «Vínnitsa no es suficiente» y expresó su esperanza de una «solución final. Una real, militar».
En agosto de 2022 dijo que «no debería haber ucranianos en absoluto» y, por lo tanto, que el idioma ucraniano debería prohibirse.
El 10 de octubre de 2022, después de los ataques con misiles en Ucrania que causaron 14 muertes, Krasovski compartió un video de él bailando en un balcón con una gorra con la letra Z, declarando: «Decir que estoy feliz es no decir nada en absoluto. Solo estoy bailando en el balcón con un pijama del ejército ruso». En otra publicación en Telegram, Krasovski afirmó que el ataque «no fue suficiente».
En consecuencia, a finales de febrero, tras el inicio de la invasión rusa de Ucrania, Krasovski fue sancionado por la Unión Europea. También fue sancionado por el gobierno del Reino Unido en 2022 por la misma razón.

#### Suspensión de RT
A fines de octubre de 2022, durante una transmisión, Krasovski dijo que los niños ucranianos que criticaran a la Unión Soviética como ocupantes de Ucrania deberían haber sido arrojados al río para ahogarlos allí o quemados vivos en sus casas. Cuando Krasovski dijo que Ucrania «no debería existir en absoluto», su entrevistado objetó que esto significaría incorporar a muchas personas que no deseaban vivir bajo el dominio ruso, a lo que Krasovski dijo que Rusia debería «disparar» a estas personas. Los comentarios provocaron indignación tanto fuera como dentro de Rusia, y el ministro de Relaciones Exteriores de Ucrania Dmytro Kuleba pidió a los países que prohibieran RT por lo que describió como incitación al genocidio. La editora en jefe de RT, Margarita Simonyan, dijo que había suspendido a Krasovski por los comentarios «repugnantes».
Ese mismo día Krasovski se disculpó:

Mira, estoy muy avergonzado de que de alguna manera no vi ese límite. Sobre los niños. Bueno, sucede así: estás sentado en directo, te estás volviendo loco. Y no puedes parar. Pido disculpas a todos los que se asustaron por eso. Pido disculpas a Margarita [Simonyan], a todos a quienes les pareció salvaje, impensable e irresistible. Espero que me perdones.

En la noche del mismo día, Krasovski grabó una disculpa en video de cuatro minutos que decía que «la lágrima de cada bebé es mi dolor, mi peor pesadilla».
En noviembre del 2023, en un programa de un canal de televisión estatal rusa, declaró::

Un imperio ruso fuerte es algo bueno [...] y considero enemigos de Rusia a todas las personas que luchan contra el imperialismo ruso. [...] Naturalmente, creo, como cualquier ruso normal, que Ucrania no existe y que todo esto es el imperio ruso. [...] Incluso considero Varsovia una ciudad rusa